# Freightliner Argosy
Freightliner Argosy (укр. Фрейтлайнер Арґосі) — сімейство вантажних автомобілів-тягачів категорії N3 компанії Freightliner Trucks (нині — Daimler Trucks North America) із схемою компонування «кабіна над двигуном» (англ. cab-over-engine (COE)) і колісними формулами 4х2, 6х4 та 8х4. Автомобілі Argosy перестали продавати на північноамериканському автомобільному ринку, однак їх виробництво із правим розташуванням керма продовжується виключно для реалізації в ПАР, Австралії та в Новій Зеландії. У 2012 започатковане виробництво моделей другої генерації Argosy, призначених виключно на експорт. Для продажів у США та Канаді вироблялися глайдер-комплекти, до яких входили кабіна, рама, передній міст та обладнання у різних варіантах комплектації.
Назва моделі «Argosy» співзвучна із назвою легендарного корабля Одіссея «Арго» і перекладається із англійської як «Велике торговельне судно».

## Кабіни

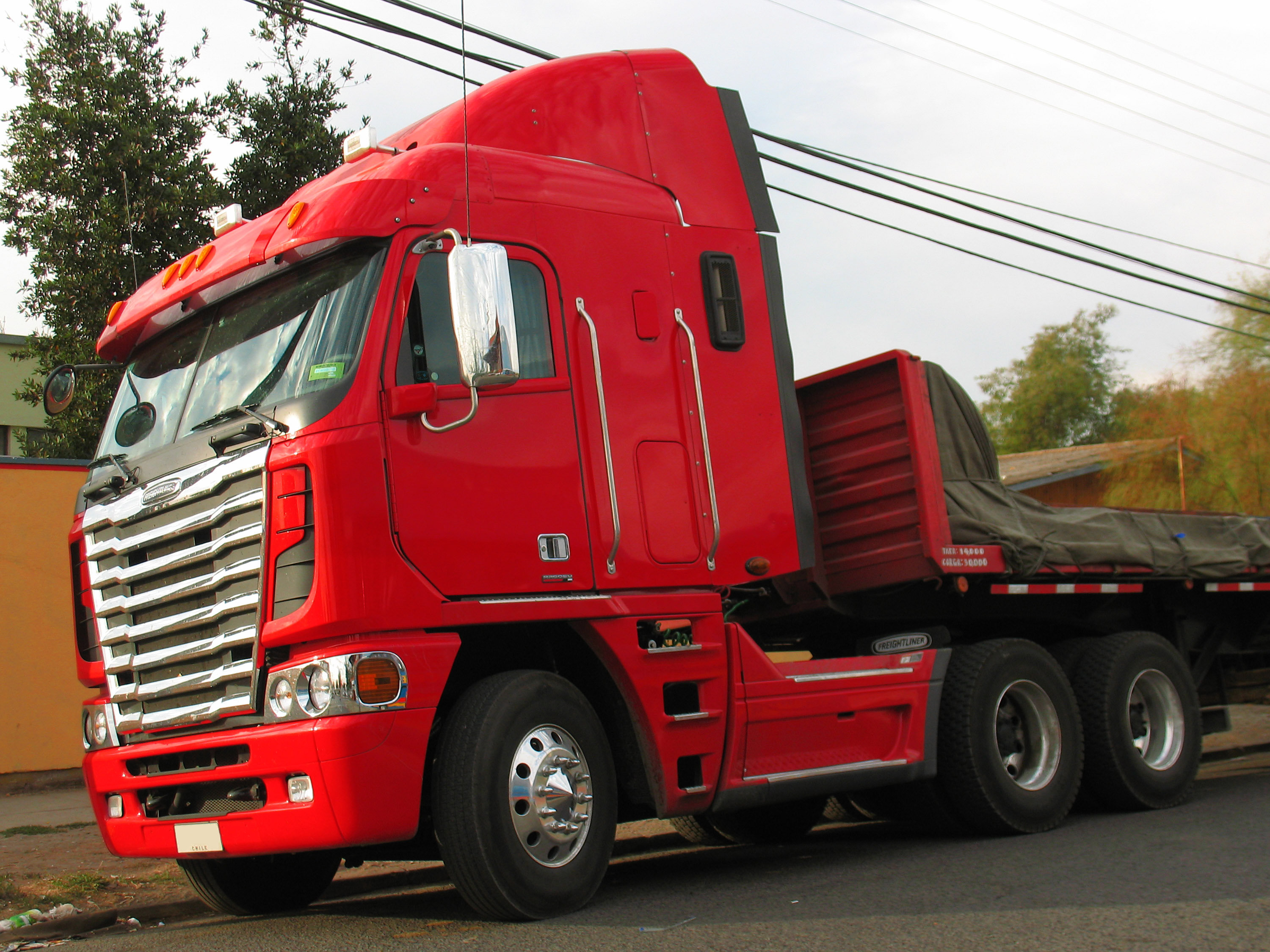
110-дюймова кабіна RISED ROOF
«Freightliner Argosy II»
(з 2012)

Кабіни вантажівок Argosy виготовляються як із спальними місцями, так і без них. Для різних модифікацій виробляються короткі і подовжені варіанти кабін як із середнім (висота робочого простору в кабіні розрахована на середньостатистичний зріст людини) (англ. meed roof), так і з підвищеним дахом (англ. rised roof):
- без спального місця:
  - 63˝ DAY-CAB (укр. денна кабіна)
- із спальним місцем (місцями): 
  - 90˝ MID-ROOF (укр. середній дах)
  - 110˝ MID-ROOF (укр. середній дах)
  - 110˝ RAISED-ROOF (укр. підвищений дах)

Внутрішнє облаштування кабіни, планування і оздоблення житлового модуля представлені чисельними варіантами в залежності від потреб і побажань покупців. Житловий модуль, панелі приладів, зовнішні світлові пристрої, дзеркала заднього огляду у модифікацій Argosy уніфіковані із серією Century Class.
Для полегшення доступу водія до робочого місця в кабіні передбачено (як опцію) можливість «відкривання секції» сходинок, в результаті чого водій отримує повноцінні сходи.

## Двигуни
Модифікації вантажівок передбачають можливість встановлення рядних шестициліндрових дизельних двигунів виробництва компаній Detroit Diesel та Cummins. До найпоширеніших відносяться:
- Detroit Diesel DD15:
  - 500 к.с. (373 кВт)
  - 530 к.с. (395 кВт)
  - 560 к.с. (478 кВт)
- Cummins ISX/Signature:
  - 485 к.с. (362 кВт)
  - 500 к.с. (373 кВт)
  - 525 к.с. (392 кВт)
  - 550 к.с. (410 кВт)
  - 600 к.с. (448 кВт)

## Зчеплення
15½˝, дводискове з керамічними накладками, виробництва фірми Eaton, з можливістю як ручного, так і автоматичного регулювання.

## Трансмісії
- Eaton Manual;
- Eaton-Fuller Autoshift;
- Eaton-Fuller UltraShift — PLUS.

## Рульове керування
Рульові колеса діаметром 455 мм, хромовані, обтягнені шкірою. Безпечна рульова колонка має можливість регулювання нахилу, відповідає ергономічним вимогам і забезпечує максимальний комфорт для водія. Рульовий механізм із підсиленням надає можливість повороту керованих коліс до 50º, що полегшує маневрування автопоїзда на вантажних площадках. Основні модифікації:
- TRW TAS-85;
- TRW THP60;
- TRW TAS65 та RCH65.

## Осі
- Передні осі (керовані):
  - Meritor, MFS16;
  - Meritor, FG941;
  - Meritor, Dual FG941.
- Задні осі (приводні):
  - Meritor, Max. GCM RT46-160GP;
  - Meritor, Max. RT50-160GP;
  - Meritor, Max. RT52-185GP.

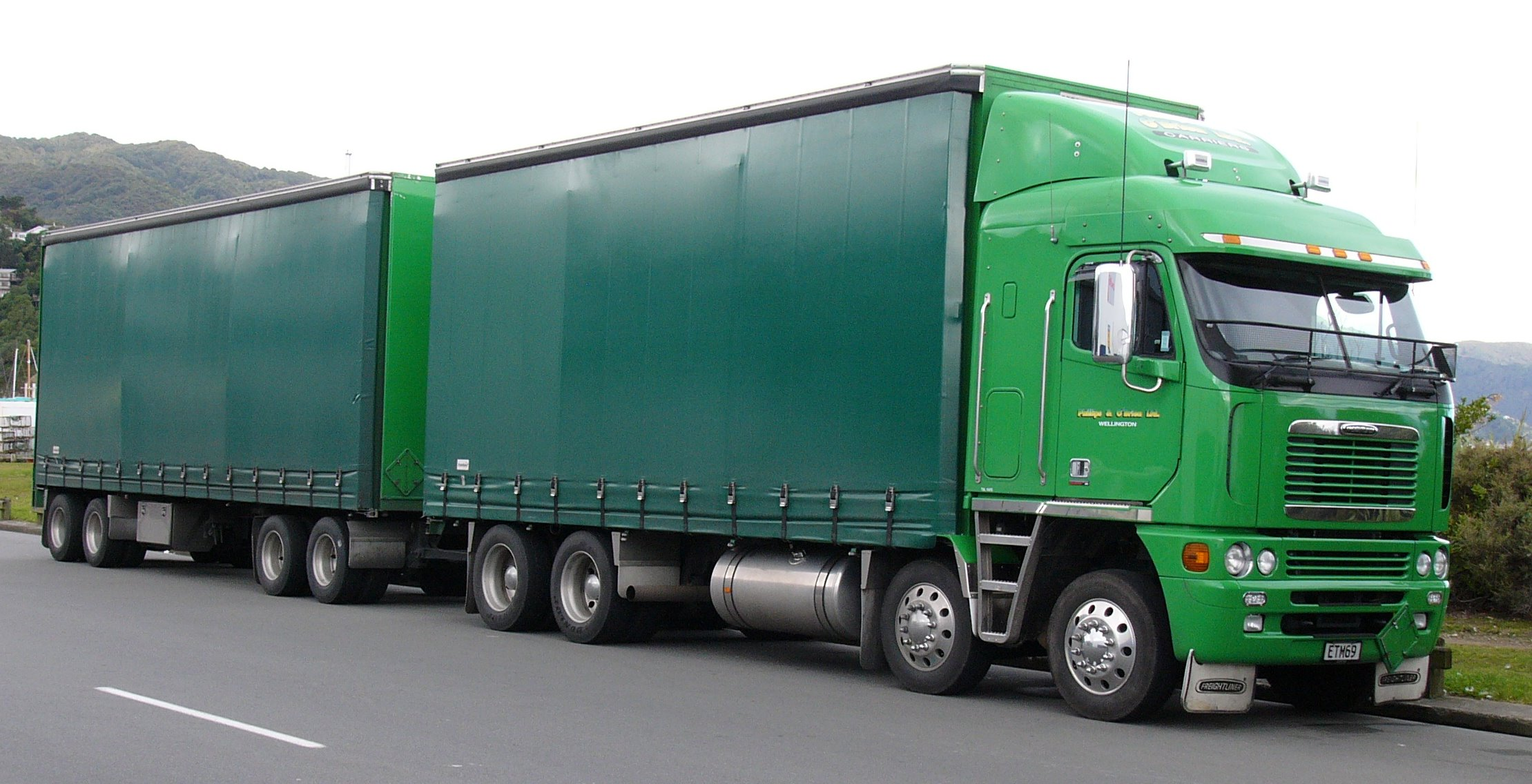
Freightliner Argosy. Варіант 8х4 із кабіною з середнім дахом

Приводні осі обладнані системою блокування диференціалів обох осей (англ. Driver Controlled Differential Locks (DCDL)), що підвищує прохідність автомобілів на мокрих дорогах, на дорогах, покритих ожеледицею, в складних дорожніх умовах і в умовах бездоріжжя.

## Шини
- Передніх осей:
  - Michelin XZE2+ 295/80R22.5;
  - Michelin XZA2 Energy 315/80R22.5;
- Задніх осей:
  - Michelin XDE2+ 11R22.5;
  - Michelin XDE M/S 11R22.5.

## Гальмівні системи
Автомобілі обладнані робочою, стоянковою, запасною (аварійною) та допоміжною гальмівними системами з пневматичним приводом. Привод робочої гальмівної системи обладнано анти-блокувальною системою (АБС) WABCO Westinghouse.
Гальмівні механізми:
- дискові із дисками Bendix, з автоматичною компенсацією зношування гальмових накладок (автоматичним регулюванням зазорів між гальмовими накладками і дисками).
- барабанні із барабанами Meritor Steelite X30, із S-подібними розтискними кулаками і важелями (тріскачками) з автоматичною компенсацією зношування гальмових накладок (автоматичним регулюванням зазорів між гальмовими накладками і гальмовими барабанами).

## Засоби пасивної безпеки
Конструкція кабіни забезпечує захист водія у разі зіткнень у відповідності з вимогами безпеки як американських, так і європейських стандартів. Автомобілі можуть обладнуватися подушкою безпеки з боку водія, системою попереднього натягу пасків безпеки та електронною системою попередження зіткнень.

## Freightliner Argosy в Україні
Придбати нові, чи такі, що були у використанні, вантажівки Freightliner Argosy в Україні можна, звернувшись в українське представництво компанії Mascus Ukraine, що розташовується у Мукачево.